# Nuapada (huyện)
Huyện Nuapada là một huyện thuộc bang Odisha, Ấn Độ. Thủ phủ huyện Nuapada đóng ở Nuapada. Huyện Nuapada có diện tích 3408 ki lô mét vuông. Đến thời điểm năm 2001, huyện Nuapada có dân số 530524 người.